# Тихі Вершинки (притока Вершинки)
Тихі Вершинки — маловідома ліва притока річки Вершинка в межах міста Київ. Назва є умовною.

## Фотогалерея

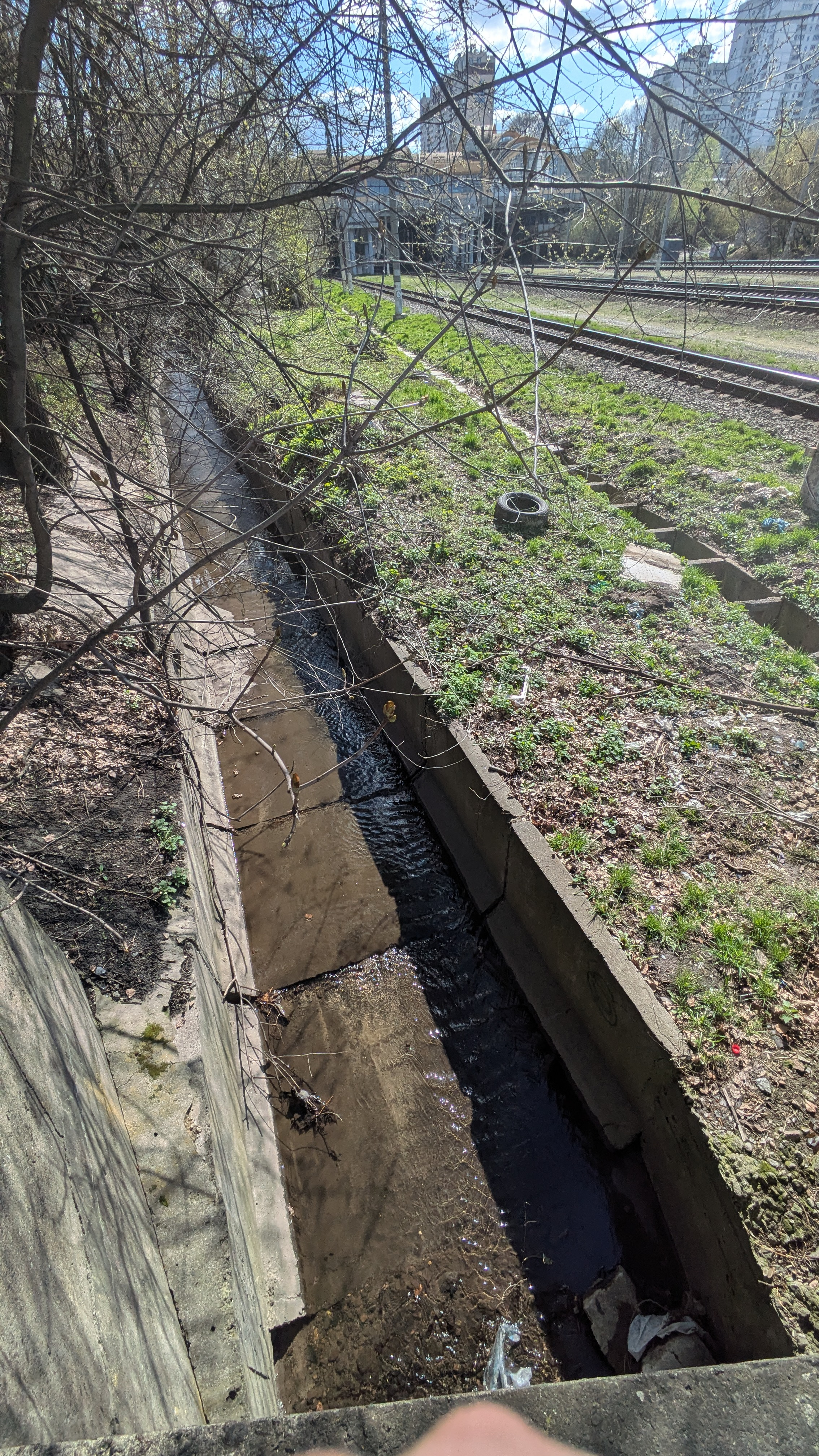
Тихі Вершинки, вид з мосту

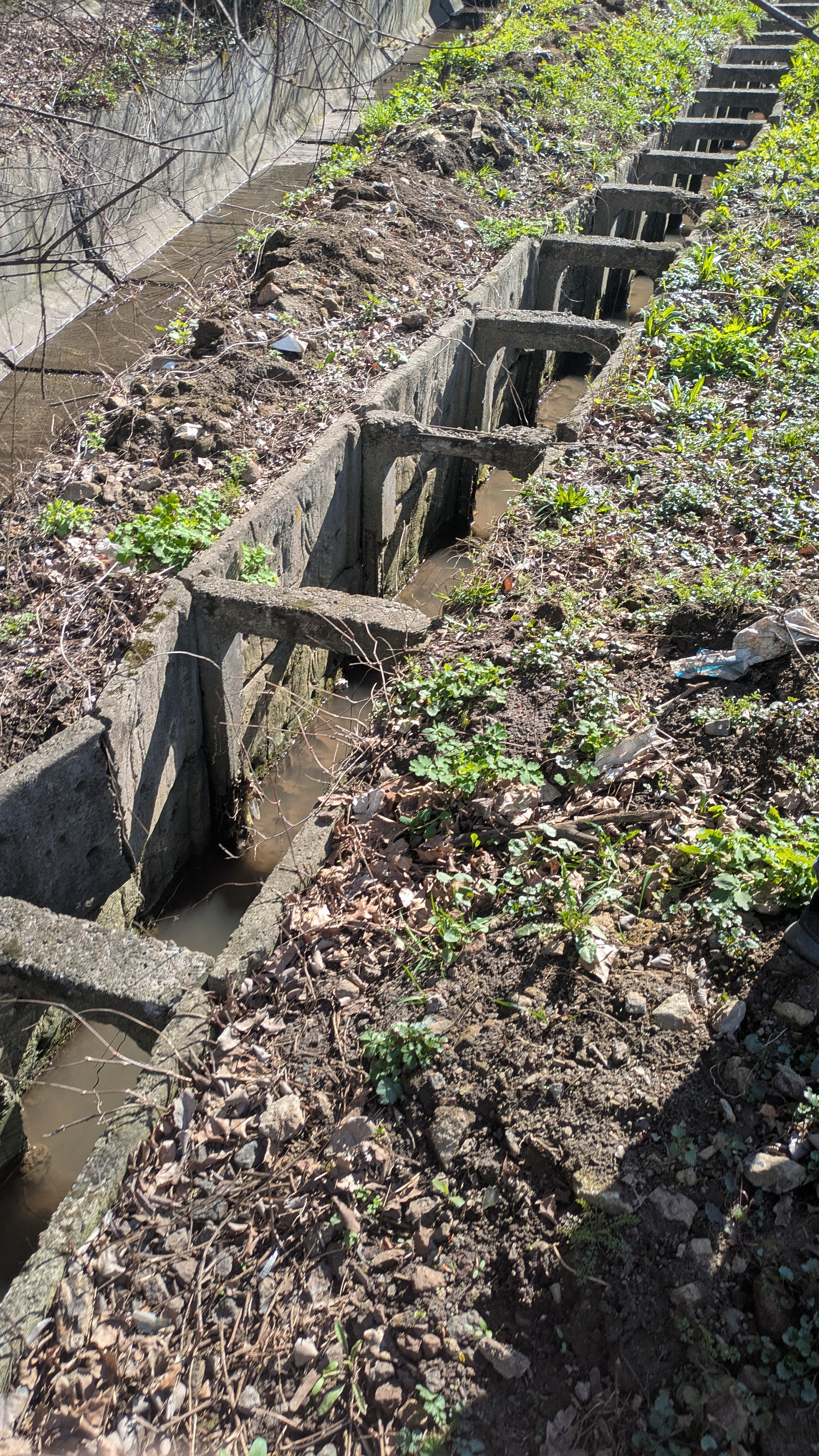
Тихі Вершинки

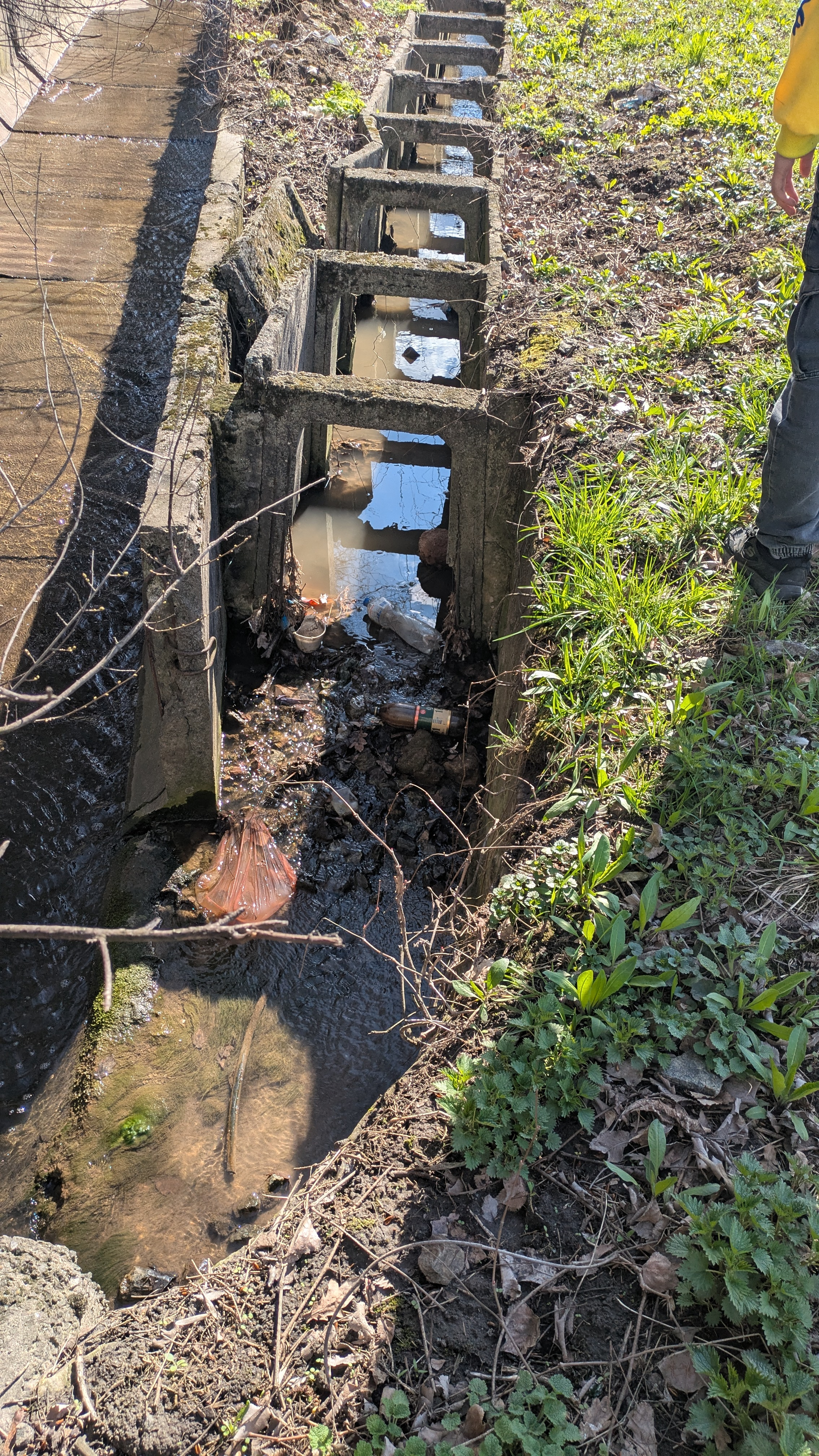
Місце впадіння Тихих Вершинок у Вершинку

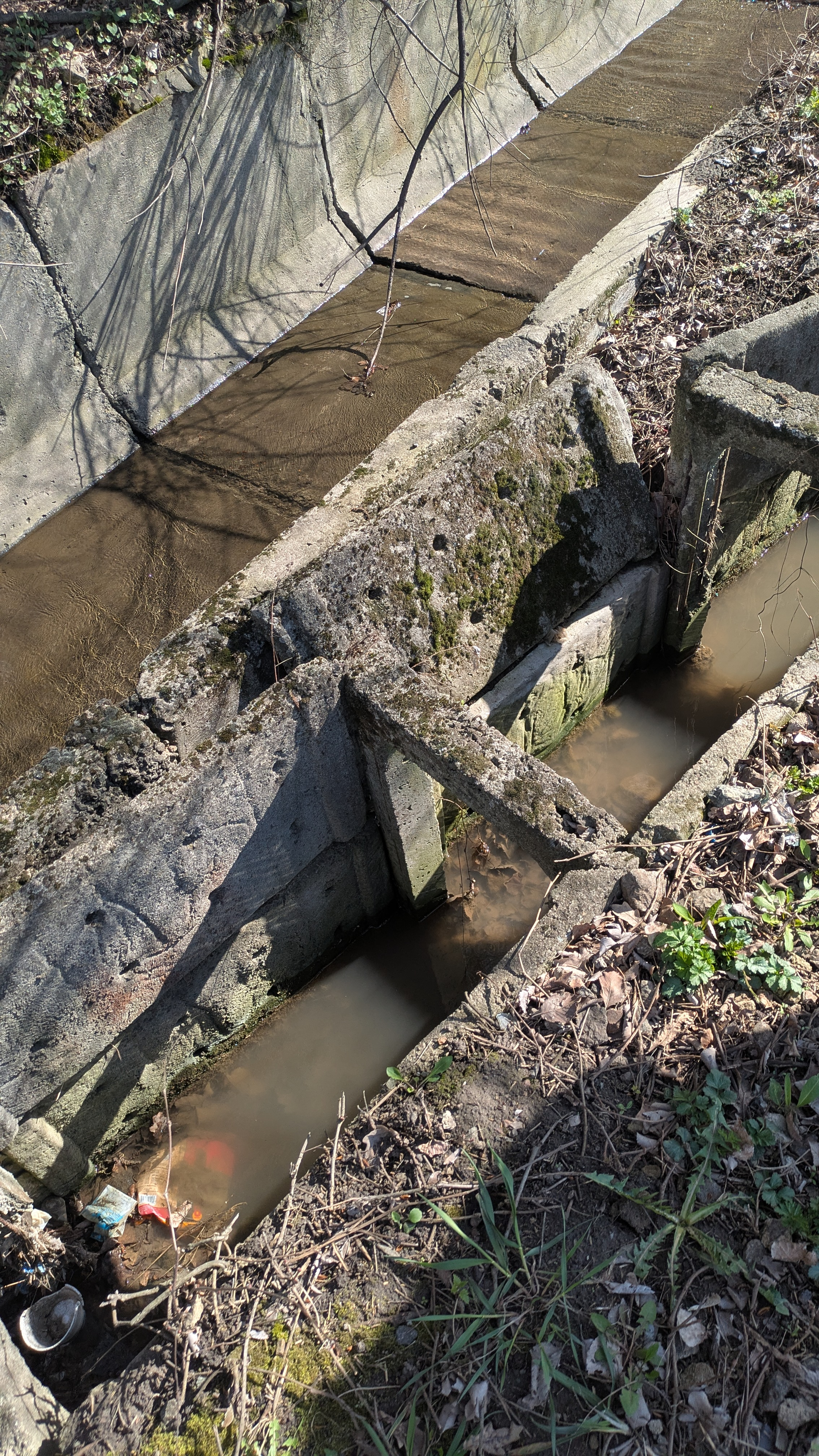
Тихі Вершинки біля Караваєвих дач

## Географія
Струмок бере початок у районі Караваєві Дачі. На значній частині свого русла тече у закритому колекторі. В районі виходу на поверхню вода прямує відкритим руслом по вузькому бетонному жолобі глибиною приблизно 30 см.
Потік має слабке течія та невеликі об'єми води. Впадає у Вершинку зліва, неподалік від місця, де та також переходить у колектор.